# Afranthidium alaemon
Afranthidium alaemon är en biart som först beskrevs av Warncke 1982.  Afranthidium alaemon ingår i släktet Afranthidium och familjen buksamlarbin. Inga underarter finns listade i Catalogue of Life.